# 巴朗通塞勒
巴朗通塞勒（法語：Barenton-Cel，法語發音：[baʁɑ̃tɔ̃ sɛl]）是法国上法兰西大区埃纳省的一个市镇，位于该省中部略偏北，属于拉昂区。

## 地理
巴朗通塞勒（49°38'33"N, 3°39'10"E）面积6.69 平方千米，位于法国上法蘭西大區埃纳省，该省份为法国北部内陆省份，北起北部省，西接索姆省和瓦兹省，东临阿登省和马恩省，西南至塞纳-马恩省，东北部与比利时接壤。
与巴朗通塞勒接壤的市镇（或旧市镇、城区）包括：欧努瓦苏拉昂、巴朗通比尼、塞尔河畔巴朗通、沙朗德里、谢里莱普伊、塞尔河畔韦尔讷伊。

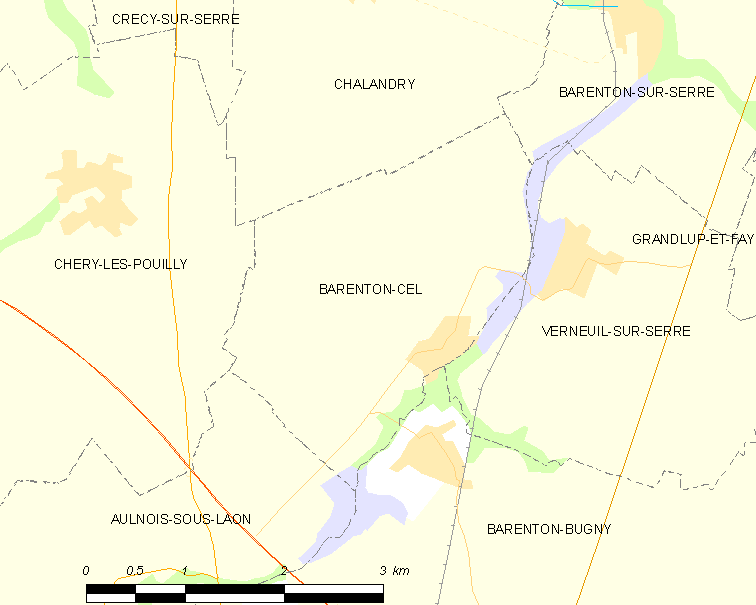
巴朗通塞勒的OSM定位图

巴朗通塞勒的时区为UTC+01:00、UTC+02:00（夏令时）。

## 行政
巴朗通塞勒的邮政编码为02000，INSEE市镇编码为02047。

## 政治
巴朗通塞勒所属的省级选区为马尔勒县。

## 人口

1962-2008年间巴朗通塞勒人口变化图示

巴朗通塞勒于2022年1月1日时的人口数量为108人。